# El Acebrón
El Acebrón è un comune spagnolo di 241 abitanti situato nella comunità autonoma di Castiglia-La Mancia.